# Coffin (velrybářská rodina)
Rodina Coffinů byla skupinou velrybářů z amerického ostrova Nantucket ve státě Massachusetts, lovících od sedmnáctého do devatenáctého století. Několik členů rodu si zajistilo širší ohlas pro objevy různých ostrovů v Tichém oceáně.